# 스나가와 나츠키
스나가와 나츠키(1995년 6월 30일~)는 일본의 여자 농구 선수로 포지션은 가드이다. 현재 한국여자프로농구의 부산 BNK 썸에서 활동하고 있다.